# Арыстан (хоккейный клуб)
ХК «Арыстан» — казахстанский хоккейный клуб из города Темиртау. Был создан в 2010 году при поддержке акима Карагандинской области Серика Ахметова и финансировании металлургической компании AO «АрселорМиттал Темиртау». Ещё по ходу сезона 2014/2015 клуб испытывал серьезные финансовые проблемы, но смог доиграть сезон. На сезон 2015/16 клуб заявлен не был и был расформирован. Вместо «Арыстана» был заявлен клуб «Темиртау».
Директор клуба — Карабалин, Болат Алибаевич. Домашней ареной команды был ЛДС «Муз Айдыны» вместимостью 2 607 человек. «Арыстан» выиграл в 2011 году Кубок Казахстана по хоккею с шайбой. Сезон 2012/2013 года Чемпионата Казахстана команда закончила на 4 месте, уступив в последнем раунде плей-офф команде «Арлан».

## История

### Строитель
Клуб был образован в начале 60-х годов в Темиртау под руководством треста «Казметаллургстрой» под названием «Строитель». В 1960-63 гг. команда выступала в первенстве КазССР. В 1963-66 гг. клуб принимал участие в первенстве РСФСР и позже был включен в класс «Б» второй лиги. В 1971 г. коллектив начал играть в чемпионате СССР во второй лиги класса «А» и провёл в ней 20 сезонов. В большинстве сезонов команда занимала 5-7 места в итоговых турнирных таблицах.
В конце 80-х руководство города сократила финансирование и «Строитель» стал выступать в переходных турнирах второй лиги. В это время главным тренером клуба стал Бокий Юрий Михайлович, воспитанник Челябинска. Его приоритетом стал возврат прежнего состава команды. Благодаря его усилиям в сезоне 1990-91 гг. «Строитель» занял первое место в восточной зоне второй лиги и завоевал путевку в первую лигу.

### Булат
В сезон 1991-92 гг. клуб вступил с другим названием. Таким образом, был создан хозрасчетный клуб «Булат» с прежним основным игровым и тренерским составом. В этом сезоне на предварительном этапе «Булат» занял 7-ю строчку в турнирной таблице Восточной зоны, опередив такие клубы, как «Сибирь» (Новосибирск), «Металлург» (Новокузнецк) и «Молот» (Пермь). На заключительном этапе за 9-20 места выступил слабее, заняв 16 место в объединенной таблице первой лиги. Несмотря на развал СССР, команда продолжила выступление в чемпионате России и в сезоне 1998-99 гг. заняла первое место в Первой лиге Уральской зоны Чемпионата России и перешла в Высшую Лигу Восточной зоны, но вскоре из-за недостаточного финансирования клуб распался.

### «Арыстан»
В 2010 году в штаб воссозданной команды города Темиртау «Арыстан» пришли работать и играть многие игроки и тренеры бывшего клуба «Булат».

## Названия клуба
- Строитель (1960–1991)
- Булат (1991–1999)
- ЦСКА-ИСПАТ (1999–2000)
- ЦСКА (2000–2005)
- Арыстан (2010–2015)

## Достижения
Чемпионат Казахстана
- Чемпион ОЧРК (1): 1998/1999
- Финалист ОЧРК (3): 1994/1995, 1997/1998, 2016/2017
- Бронза ОЧРК (6 рекорд): 1992/1993, 1993/1994, 1999/2000, 2000/2001, 2013/2014, 2017/2018

Кубок Казахстана
- Обладатель (1): 2011
- Бронза  (1): 2013